# Estrabisme
L'estrabisme és la desviació de l'alineament d'un ull amb relació a l'altre. Implica la falta de coordinació entre els músculs oculars. Això impedeix fixar la mirada d'ambdós ulls al mateix punt en l'espai, la qual cosa ocasiona una visió binocular incorrecta que altera l'estereopsi (percepció de la profunditat) del subjecte.
Quan l'estrabisme és congènit o es desenvolupa durant la infància, pot causar ambliopia, alteració del desenvolupament retinal que té com a conseqüència baixa agudesa visual de l'ull afectat encara que estiga ben compensat refractivament.
A més del problema visual aquest defecte es pot considerar un problema estètic a causa de l'aspecte de l'ull desviat. Les possibles solucions són bàsicament tres: la compensació òptica mitjançant prismes, la teràpia visual i la cirurgia.

## Tipus
Es distingeixen quatre tipus d'estrabisme segons la direcció de l'ull desviat respecte a l'ull que es fixa en un objecte determinat: 
- esotropia o estrabisme convergent, desviació dels ulls cap endins
- exotropia o estrabisme divergent, desviació dels ulls cap enfora
- hipertropia desviació dels ulls cap amunt
- hipotropia desviació dels ulls cap avall

Acostuma a ser un ull el que es desvia però hi ha casos en què ho són tots dos.

## Diagnòstic
L'estrabisme i les seves conseqüències, en nens, és un problema que hauria d'esser vigilat pel metge de capçalera o el pediatre per a descobrir-lo tan aviat com sigui possible. Es pot apreciar l'agudesa visual en el transcurs del primer any emmascarant de manera successiva cada ull per a observar la reacció conductista del nen. És recomanable realitzar una visita a l'oftalmòleg durant el primer any de vida. La vigilància i control ha d'estendre's fins a l'adolescència, encara que la posició ocular sigui normal.
Les proves d'estrabisme consisteixen en un examen general, proves de reflexió de llum en la còrnia i proves de cobertura. En les proves de cobertura es tapen els dos ulls per separat, per a detectar quin és l'estràbic. Quan s'emmascara l'ull sa, hi ha una reacció de defensa (ja que s'acaba de neutralitzar el seu únic ull funcional). Quan s'emmascara l'ull estràbic no hi haurà canvis en la fixació, ja que la visió ja estava fixada. Depenent de la direcció en la qual es desviï l'ull estràbic es pot avaluar el tipus de tropia o fòria que es pateix.
En adults amb alineament visual normal, el començament de l'estrabisme normalment provoca diplopia.

## Tractament
El tractament precoç de l'estrabisme en la infància pot reduir les possibilitats de desenvolupar ambliopia i problemes de percepció de la profunditat.
Depenent del motiu de la desviació, l'estrabisme es pot tractar amb:
- cirurgia: La cirurgia s'usa per a escurçar, allargar o canviar la posició d'un o dels músculs de l'ull amb eficàcia, permetent l'alineació correcta d'ambdós ulls.
- ulleres: Les ulleres afecten la posició al canviar la reacció de la persona a l'enfocament. Els prismes canvien la direcció de la llum i, per tant, les imatges, el que provoca el canvi en la posició de l'ull.
- prismes òptics: Les lents prismàtiques s'utilitzen per a evitar que es produeixi la visió doble (diplopia); no obstant això, aquest tractament no guareix la malaltia.
- oclusions amb pegats.
- exercicis oculars.